# گو بوکیانگ
گو بوک یانگ (هانجا: 高福章 (زاده: ؟~ ۱۴۷ ) یکی از مقامات گوگوریو بود.
از آنجایی که او از عنوان خانوادگی سلطنتی گوگوریو یعنی گو ، بهره میگیرد، فرض بر این است که اهل گیرو-بو باشد.
او در سال ۱۲۳ میلادی به مقام اوبو (右輔) منصوب گشت و در سال ۱۴۲، هنگامی که پادشاه ته‌جو خواب بدی درباره غصب تاج و تخت دید و مضطرب شد، او به پادشاه اطمینان خاطر داد.
در سال ۱۴۶، او مدعی شد که شاهزاده سو-سئونگ به دنبال تاج و تخت است و خواستار حذف او شد، با این حال این ادعا پذیرفته نشد.
نقل شده که وقتی سو-سئونگ (遂成) پادشاه شد و او را اعدام کرد، همه اطرافیانش از این موضوع غمگین شدند.